# Cercospora securinegae
Cercospora securinegae är en svampart som beskrevs av M.S. Patil 1976. Cercospora securinegae ingår i släktet Cercospora och familjen Mycosphaerellaceae.   Inga underarter finns listade i Catalogue of Life.